# Antoine de Nervèze
Antoine de Nervèze (* 1558; † 1625) war ein französischer Dichter und Romancier am Ende der Renaissance mit dem Auftakt zu der französischen Reformation und Gegenreformation und zum Beginn des Barocks.

## Leben und Werk
Nervèze wurde wahrscheinlich in der Gascogne geboren. Später war er Hofdichter von Heinrich IV., dann im Dienste von Henri II. de Bourbon, prince de Condé. Er publizierte zwischen 1598 und 1617 dramatische Liebesromane mit oft tragischem Ausgang, die sehr erfolgreich waren. Ein Beispiel: In dem Roman Amours de Filandre et Marisée (1599) beschließt die von ihrem Ehemann verlassene Marisée, sich mit drei Kindern umzubringen, das älteste Kind aber am Leben zu lassen, damit es dem Vater die Nachricht überbringen kann.
Daneben schrieb er religiöse Dichtung und Erbauungsliteratur. Sein Stil, über den manche sich als „parler Nervèze“ mokierten, lässt ihn als Vorläufer der Preziosität erscheinen. Die neueste Forschung sieht in seiner Grundeinstellung das spätere Ideal des „Honnête homme“ angelegt.

## Werke (Auswahl)
- (Hrsg.) L’académie des modernes poètes françois, Paris, 1599 (Anthologie).
- Les chastes et infortunées amours du baron de l'Espine et de Lucrèce de La Prade. (Langres, 1598), (Paris, 1598), (Rouen, 1610)
- Les amours de Filandre [Philandre] & de Marizée. (Marseille, 1598), (Paris, 1599), (Lyon, 1603)
- Hierusalem assiégée, où est descrite la délivrance de Sophronie & d'Olinde, ensemble les amours d'Hermine & de Tancrède. (Paris, 1599), (Paris, 1601), (Lyon, 1603) - d'après Le Tasse
- Les amours d'Olympe et de Birène. (Paris, 1599), (Lyon, 1605) - d'après L'Arioste
- Les hasards amoureux de Palmélie et de Lirisis. (Paris, 1600), (Paris, 1601), (Lyon, 1603)
- Les religieuses amours de Florigène & de Méléagre. (Paris, 1600), (Paris, 1602)
- Le triomphe de la constance, où sont descrites les amours de Cloridon & de Melliflore. (Paris, 1601), (Paris, 1602), (Lyon, 1605)
- Deux histoires : la première tragique, sur la mort d’une jeune damoyselle exécutée dans la ville de Padoue, la seconde de la délivrance d’un jeune gentilhomme françois, escolier, condamné à la mort, en la ville de Salamanque, en Espagne. (Paris, 1609)
- Les Amours diverses.  Divisées en sept histoires. (Paris, 1605), (Paris, 1606), (Lyon, 1608), (Lyon, 1612), (Lyon, 1615) - anthologie des précédents
- La victoire de l'amour divin, sous les amours de Polydore et de Virgin[i]e. (Paris, 1608)
- Les advantures guerrieres et amoureuses de Léandre. (Paris, 1608), (Lyon, 1612)
- Suite des advantures guerrières et amoureuses de Léandre. (Paris, 1609), (Lyon, 1612)
- Les Amours diverses.  Divisées en neuf histoires. (Paris, 1609)
- Les avantures de Lidior. (Lyon, 1610), (Lyon, 1612)
- Les Amours diverses.  Divisées en dix histoires. (Paris, 1611)

### Moderne Ausgaben
- Les essais poétiques, hrsg. von Yves Giraud, Paris, Société des textes français modernes, 1999.
- Andrée Raisin-Fabre, Edition critique des "Amours diverses" d'Antoine de Nervèze, Thèse Montpellier 3, 2009 (http://www.theses.fr/2009MON30061)

### Handbuchliteratur
- Robert Horville, Le XVIe Siècle 1494-1598, in: Histoire de la littérature française, hrsg. von Henri Mitterand, Paris 1988, S. 125–234 (hier: S. 221).
- Gilles  Declercq, « Nervèze, Antoine de », in: Dictionnaire des écrivains de langue française, hrsg. von Jean-Pierre Beaumarchais, Daniel Couty und Alain Rey, Paris, Larousse, 2001, S. 1310.